# Jorge Vergara

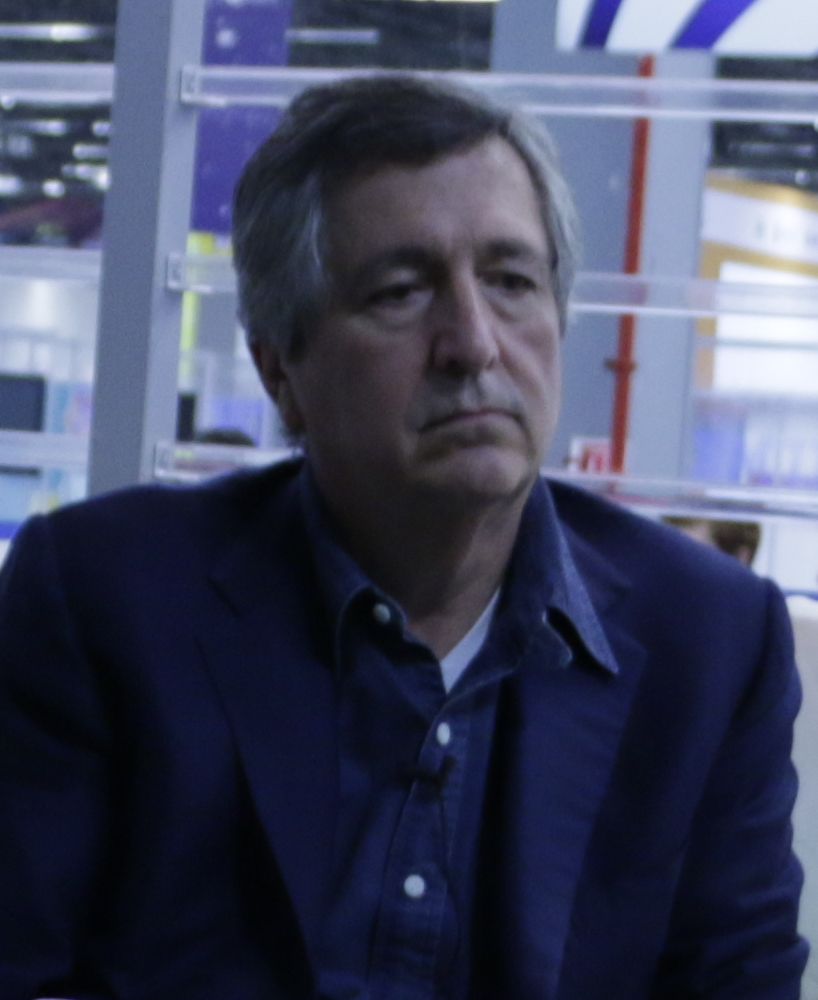
Jorge Vergara, 2015

Jorge Carlos Vergara Madrigal (* 3. März 1955 in Guadalajara; † 15. November 2019 in New York  City) war ein mexikanischer Unternehmer. Er gründete 1991 die auf den Verkauf von Nahrungsmittelergänzungsprodukten spezialisierte Firma Omnilife SA de CV. Die in Guadalajara ansässige Firma verfügt heute über Niederlassungen in 18 Ländern. Vergara besitzt die Fußballvereine Chivas Guadalajara in Mexiko und C.D. Chivas USA in der Major League Soccer. Von März 2003 bis April 2011 besaß er zudem den costa-ricanischen Fußballverein Deportivo Saprissa.

## Leben
Jorge Vergara war zunächst als Mechaniker, dann als Textübersetzer und anschließend als Autoverkäufer tätig, bis er stellvertretender Direktor einer kleinen Gesellschaft namens Casolar wurde. Als diese 1981 im Rahmen der mexikanischen Finanzkrise Konkurs anmeldete, versuchte er sich als Taco-Verkäufer. Danach eröffnete er ein italienisches Restaurant.
Weil diese Geschäfte jedoch alle nicht den erhofften Ertrag abwarfen, ging er schließlich in die USA, wo er als Verkäufer für die Firma Herbalife anheuerte; ein Unternehmen, das sich auf Nahrungsergänzungsmittel spezialisiert hat. 1991 schuf er seine eigene Firma mit dem Namen Omnitrition de México, die heute den kürzeren Namen Omnilife trägt.
Unter der Omnilife Gruppe hat sich mittlerweile ein Konzern verschiedener Gesellschaften gebildet, der sich weit mehr als nur dem Verkauf von Nahrungsergänzungsmitteln widmet. Die Tätigkeiten der unter dieser Gruppe zusammengefassten Unternehmen reichen von der Finanzberatung bis zur biotechnologischen Forschung und von der Flugzeugbranche bis zum Musik- und Filmbusiness.

## Einstieg ins Fußballgeschäft
Im November 2002 erwarb Vergara den Club Deportivo Guadalajara, der sich zu jener Zeit in einer finanziell angeschlagenen Lage befand und daher relativ günstig zu haben war. Vier Monate später erwarb er auf ähnliche Weise Deportivo Saprissa und nutzte 2005 die Aufnahme neuer Mannschaften in die Major League Soccer (MLS) zur Gründung der Chivas USA als eines US-Ablegers des in Mexiko beheimateten Club Deportivo „Chivas“ Guadalajara. Im Juni 2007 suchte Vergara auch in Spanien Fuß zu fassen und bemühte sich ernsthaft um die Übernahme des FC Málaga. Nachdem dieses Vorhaben gescheitert war, reiste er in die chinesische Stadt Hefei, um dort einen Verein zu erwerben, der den Namen Chivas Hefei erhielt und in der zweiten Liga spielte.

## Tod
Gemäß Mitteilung seines Sohnes Amaury Vergara starb Jorge Vergara an den Folgen eines Kreislaufstillstandes.